# مهند الطاهر (لاعب كرة قدم)
مهند الطاهر عثمان؛ مواليد 3 ديسمبر 1984 في مدينة كسلا بالسودان، هو لاعب كرة قدم سوداني يلعب لنادي توتي في الدوري السوداني الممتاز.
```
كما لعب سابقاً 
لمنتخب السودان لكرة القدم
.
[
4
]
[
5
]
 وشارك معه في بطولة 
كأس الأمم الأفريقية لكرة القدم 2012
.
```